# 安積親王
安積親王（728年—744年3月7日），是日本奈良時代的皇族；聖武天皇的皇次子。

## 生平
安積親王在神龜五年（728年）出生，是聖武天皇與夫人縣犬養廣刀自唯一的兒子。他出生後不久異母兄長皇太子基王就去世，使他成為皇太子最有力的候補。不過在天平十年（738年）正月十三，聖武天皇卻立了正妻光明皇后的女兒阿倍內親王為皇太子。
天平十六年（744年）閏正月十一，安積親王在難波宮行幸，途中在櫻井頓宮患上腳氣病而折返恭仁京，兩天後就去世，有理論認為他是被藤原仲麻呂毒死的。